# Jechiel Michael ze Złoczowa
Jechiel Michael ze Złoczowa (ur. 1721 w Brodach, zm. 1876  w Jampolu) – kaznodzieja, uczeń Baal Szem Towa i Dow Bera z Międzyrzecza, zwany Złoczowskim Magidem, należał do klojzu w Brodach.

## Życiorys
Urodził się w Brodach jako syn Izaaka z Drohobycza. W młodości kilkakrotnie odwiedzał Baal Szem Towa, a po jego śmierci uznał Dow Bera z Międzyrzecza za prawowitego następcę założyciela ruchu chasydzkiego. Jechiel cieszył się dużym szacunkiem wśród chasydów, którzy rozpowszechniali cudowne opowieści o jego świętości i ascezie, ale był ostro krytykowany przez przeciwników chasydyzmu. Najpierw był kaznodzieją w Brodach, później w Złoczowie, a pod koniec życia w Jampolu na Podolu. Cadyk Jechiel Michael był krzewicielem idei chasydyzmu w Złoczowie, Kołkach i Jampolu. Należał do tej części uczniów Beszta, która po jego śmierci uznała przywództwo Dow Bera z Międzyrzecza. Złoczowski Magid cieszył się wielką popularnością wśród chasydów m.in. z powodu swojego ascetycznego trybu życia. Jako pierwszy wprowadził śpiew do modlitw chasydzkich. Wybrane fragmenty jego kazań zostały opublikowane w antologii Likkutei Yekarim, jako kazania „Maggid Meisharim” z Jampola. Tradycja przypisuje się mu wiele powiedzeń, opowieści o jego cudownych czynach pojawiają się w różnych kolekcjach. Założył dynastię, która rozgałęziła się później na całą Galicję i Ukrainę.
Był jednym z najbardziej wpływowych przywódców ruchu chasydzkiego, który wyłonił się w latach sześćdziesiątych XVIII wieku. Znany jako Magid ze Złoczowa stał się przywódcą grupy, która stanowiła elitarne bractwo, pod wieloma względami wzorowane na chasydach „starej szkoły”.